# Miłki
Miłki (Milken fino al 1945) è un comune rurale polacco del distretto di Giżycko, nel voivodato della Varmia-Masuria.
Ricopre una superficie di 169,43 km² e nel 2004 contava 3 839 abitanti.
Comunità urbane e rurali:
| Nome polacco    | Nome tedesco (fino al 1945)         | Nome polacco   | Nome tedesco (fino al 1945)        |
| --------------- | ----------------------------------- | -------------- | ---------------------------------- |
| Bielskie        | Bilsken 1938-45 Billsee             | Lipowy Dwór    | Lindenhof                          |
| Borki           | Borken                              | Marcinowa Wola | Marczinawolla 1929-45 Martinshagen |
| Czyprki         | Czyprken 1928-45 Freiort            | Miechy         | Mniechen 1928-45 Münchenfelde      |
| Danowo          | Dannowen 1938-45 Dannen             | Miłki          | Milken                             |
| Jagodne Małe    | Klein Jagodnen 1938-45 Kleinkrösten | Paprotki       | Paprodtken 1938-45 Goldensee       |
| Jagodne Wielkie | Groß Jagodnen 1938-45 Großkrösten   | Przykop        | Przykopp 1938-45 Hessenhöh         |
| Kąp             | Kampen                              | Ruda           | Ruhden 1938-45 Eisenwerk           |
| Kleszczewo      | Kleszewen 1928-45 Brassendorf       | Rydzewo        | Rydzewen 1927-45 Rotwalde          |
| Konopki Małe    | Klein Konopken 1929-45 Waldfließ    | Staświny       | Staßwinnen 1938-45 Eisermühl       |
| Konopki Wielkie | Groß Konopken 1938-45 Hanffen       | Wierciejki     | Wierczeyken 1928-45 Gregerswalde   |
| Lipińskie       | Lipiensken 1928-45 Lindenwiese      | Wyszowate      | Wissowatten                        |